# Melanotaenia sexlineata
Melanotaenia sexlineata је зракоперка из реда Atheriniformes и фамилије Melanotaeniidae. 

## Угроженост
Подаци о распрострањености ове врсте су недовољни.

## Распрострањење
Врста је присутна у Индонезији и Папуи Новој Гвинеји.

## Станиште
Станиште врсте су слатководна подручја.